# Reformierte Kirche Othmarsingen

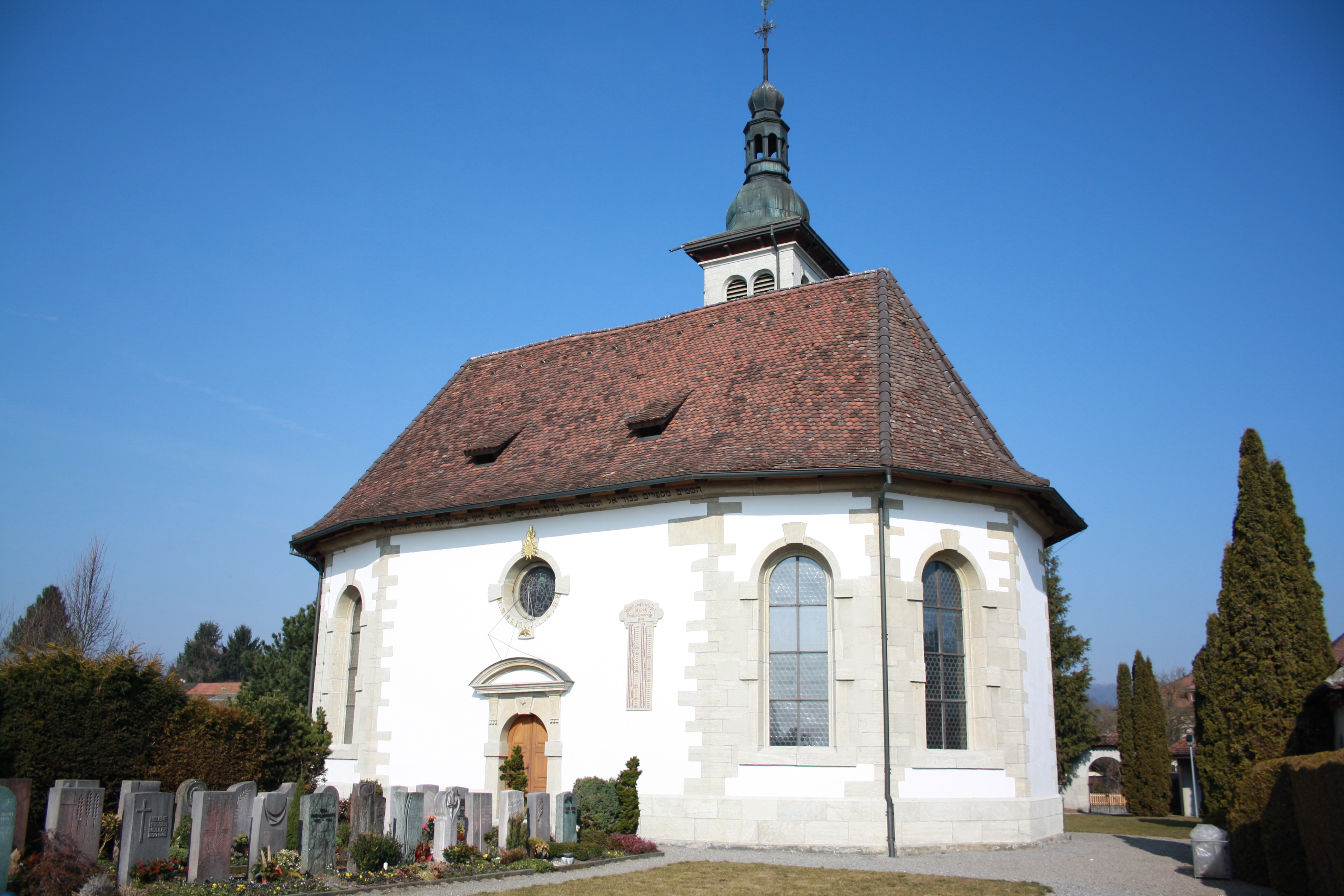
Kirche Othmarsingen

Die reformierte Kirche Othmarsingen  ist die Dorfkirche der aargauischen Gemeinde Othmarsingen in der Schweiz.

## Geschichte
Die Kirche wurde im Jahre 1675 im Stil des Barocks errichtet. Schirm- und Bauherr war der Lenzburger Landvogt Emmanuel von Graffenried, der den Berner Münsterbaumeister Abraham Dünz mit der Aufsicht des Kirchbaus beauftragte. Ausgeführt wurden die Arbeiten hingegen vom Lenzburger Steinmetzmeister Michael Meyer-Kieser. Die Kirche wurde in der Form eines länglichen Zwölfecks erbaut. Ursprünglich war der Raum als Querkirche konzipiert, ein Konzept, das Dünz mit der Kirche von Chêne-Pâquier einige Jahre zuvor in der Schweiz einführte. Nachdem Othmarsingen 1879 eine selbständige Kirchgemeinde geworden war, wurden am Gebäude einige Veränderungen vorgenommen. So wurde unter anderem 1895 der Dachreiter durch einen Kirchturm, der an der Nordseite errichtet wurde, ersetzt. Die letzte umfassende Renovation wurde zwischen 1998 und 2001 durchgeführt.

## Ausstattung
Sehenswert ist das geschnitzte Chorgestühl, die barocke Kanzel und die Glasmalereien an den Fenstern. Die Metzler-Orgel aus dem Jahr 1947 wurde 2002 revidiert und verfügt über 18 Register.